# Соколинская, Наталия Эвальдовна
Наталия (Наталья) Эвальдовна Соколинская (род. 1946) — советский и российский учёный, кандидат экономических наук (1979), профессор (2006).
Является автором трех монографий, а также глав в учебниках и многих статей.

## Биография
Родилась 20 ноября 1946 года.
После окончания школы поступила в Московский финансовый институт (МФИ, ныне Финансовый университет при Правительстве Российской Федерации), который окончила в 1968 году по специальности «Экономист банка». По распределению работала экономистом и старшим экономистом Ждановского отделения Госбанка СССР.
В 1976 году поступила в аспирантуру МФИ по кафедре банковского дела; в 1979 году, после защиты диссертации на тему «Развитие безналичного оборота и безналичных расчетов на современном этапе в пищевой промышленности», ей была присуждена ученая степень кандидата экономических наук. С 1975 по 1980 год Наталия Соколинская работала младшим, затем старшим научным сотрудником, а с 1980 года возглавляла сектор кредитования и расчетов в ЦНИИТЭИ Тракторсельхозмаша.
В 1984 году перешла в Московский финансовый институт, где непрерывно работает по настоящее время. Наталия Эвальдовна читала лекции и вела практические занятия по курсам «Организация деятельности коммерческих банков» и «Учет и операционная техника в банках» для студентов и магистрантов; руководит аспирантами, принимает участие в методической работе университета, участвует в проведении научных семинаров. Занимаясь общественной деятельностью, является профоргом кафедры «Банки и банковский менеджмент».
Н. Э. Соколинская является членом экспертных советов специализированных аналитических журналов «Оперативное управление и стратегический менеджмент в коммерческом банке» и «Налогообложение, учёт и отчетность в коммерческих банках», участвует в подготовке и аттестации аудиторов по поручению ЦАЛАК Центробанка РФ, имеет квалификационный аттестат банковского аудитора. Неоднократно проходила стажировки в учебных центрах и банковских школах США, Германии, Люксембурга, Бельгии, Франции.

## Заслуги
- Лауреат премии Президента РФ (1999, за участие в создании трехтомника «Банковская система России. Настольная книга банкира»), удостоена Почетной грамоты Министерства образования РФ (2001) и Благодарности Министра экономического развития РФ (2014).
- Почетный работник Финансовой академии (2009), имеет нагрудный Золотой знак «Почетный работник Финансового университета» (2014).
- Лауреат премии «Признанный лидер. Выбор преподавателей и студентов» (Издательство «Кнорус», 2014).
- Награждена медалью «В память 850-летия Москвы» (1997).